# Frederico (visigodo)
Frederico o Federico (en latín: Fredericus; f. 463) fue un noble visigodo del siglo v, hijo de Teodorico I y hermano de Turismundo y Teodorico II.

## Carrera política
En 453, ayudó a su hermano Teodorico II a asesinar a su hermano mayor, el rey Torismundo, convirtiéndose en corregente y general en jefe del ejército. En 453/454 fue enviado a Hispania, a reprimir la revuelta de bagaudas de la Tarraconense. En 455, Teodorico II colaboró con las reclamación al trono imperial de Avito. En el año 460, dirigió una campaña en Narbona y en 463 fue derrotado y asesinado en la batalla de Orleans.